# Trockenland-Zwergbeutelratte
Die Trockenland-Zwergbeutelratte (Marmosa xerophila) ist eine Beuteltierart, die an den Küsten des Golfs von Venezuela zwischen dem Departamento La Guajira im äußersten Nordosten Kolumbiens und der Halbinsel Paraguaná
im Nordwesten von Venezuela vorkommt.

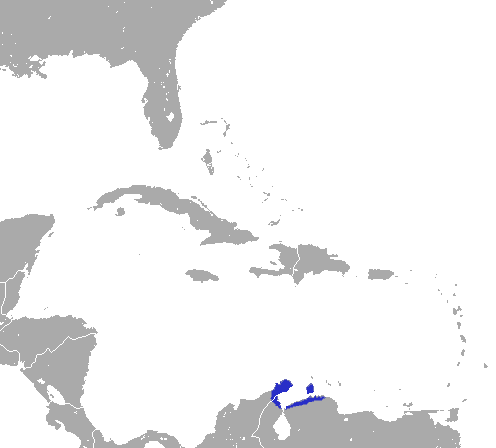
Das Verbreitungsgebiet im Nordwesten von Venezuela und im Nordosten von Kolumbien

## Beschreibung
Die Tiere erreichen eine Kopfrumpflänge von 10,5 bis 15,9 (Männchen) bzw. 10,1 bis 13,3 cm (Weibchen), haben einen 14,4 bis 18,1 (Männchen) bzw. 13 bis 16,7 cm (Weibchen) langen Schwanz und erreichen ein Gewicht von 40 bis 87 (Männchen) bzw. 29 bis 57 g  (Weibchen). Der Schwanz ist damit im Schnitt etwa 20 % länger als Kopf und Rumpf zusammen. Das Rückenfell und die Kopfoberseite sind hell gelblich, sandfarben oder hell graubraun. Die Körperseiten sind heller. Die Schnauzenmitte ist heller als die Kopfoberseite, kontrastiert deutlich mit dieser. Rund um die schwarzen Augen finden sich schmale dunkelbraune Augenringe, die nicht bis zu den Basen der Ohren reichen. Das Fell der Unterseite ist gelblich oder weißlich. Die Pfoten sind weißlich. Die körpernahen 10 % des Schwanzes sind behaart, der Rest ist unbehaart. Der nackte Schwanzabschnitt ist graubraun und die Unterseite ist heller als die Oberseite. Weibchen haben keinen Beutel. Die Anzahl der Zitzen liegt bei elf, je fünf an jeder Seite und eine mittige. Der Karyotyp ist unbekannt.

## Lebensraum und Lebensweise
Die Küstenregion des Golfs von Venezuela liegt nicht unter dem Einfluss des Nordost-Passats und weist daher ein trockenes, semiarides Klima auf. Sie ist mit einer dornigen Buschvegetation bestanden. Die Jahresdurchschnittstemperatur liegt bei 24 °C und die jährliche Niederschlagsmenge liegt zwischen 250 und 500 mm. Die meisten Exemplare der Trockenland-Zwergbeutelratte wurden in Dornbüschen gefangen. Alle Fundorte liegen unterhalb einer Höhe von 100 Metern über dem Meeresspiegel.
Die Trockenland-Zwergbeutelratte ernährt sich vor allem von Insekten, wobei Käfer mit einem Anteil von mehr als 50 % die wichtigste tierische Nahrungsquelle darstellen. Außerdem werden Hautflügler, Spinnentiere, Heuschrecken, andere Insekten und Insektenlarven gefressen. Zu der pflanzlichen Nahrung, die aufgenommen wird, gehören Teile der Kakteen Stenocereus griseus und Cereus aff. repandus. Die Tiere sind wahrscheinlich nachtaktiv und leben sowohl auf dem Erdboden als auch kletternd in der Vegetation. Die Populationsdichte variiert von 620 Tieren pro km² am Ende der Trockenzeit bis 2000 Exemplaren je km² im Januar in der Mitte der Regenzeit. Das von einem Individuum genutzte Territorium ist zwischen 0,06 und 0,13 ha groß.
Die meisten Weibchen gebären in der Trockenzeit, wenn die Früchte der Kakteen reif sind und Käfer und deren Larven besonders zahlreich sind. Die Trächtigkeitsdauer liegt etwa bei zwei Wochen und die Wurfgröße beträgt drei bis maximal 13. Die Jungtiere sind bei der Geburt etwa 6 bis 7 mm lang. Die Jungtiere sind zunächst fest mit einer Zitze verbunden und werden vom Muttertier bei all seinen Aktivitäten mit herum getragen. Nach etwa 23 Tagen lösen sie sich erstmals von den Zitzen und verbleiben eine weitere Woche im Nest. Das Fell ist mit einem Alter von etwa 36 Tagen voll ausgebildet. Die Jungtiere öffnen ihre Augen im Alter von ca. 40 Tagen und beginnen dann auch das Nest zusammen mit der Mutter oder alleine zu verlassen. Im Alter von etwa 60 Tagen werden sie entwöhnt. Die meisten Weibchen bekommen nur einmal im Jahr Jungtiere, einige gebären zweimal und sehr wenige dreimal. Weibchen erreichen die Geschlechtsreife im Alter von neun Monaten.

## Status
Die Trockenland-Zwergbeutelratte wird von der IUCN als gefährdet gelistet. Ihr Verbreitungsgebiet ist weniger als 20.000 km² groß und weite Teile des Gebietes werden inzwischen landwirtschaftlich genutzt.

## Belege
1. 1 2 3 4 5 6  Diego Astúa: Family Didelphidae (Opossums). in Don E. Wilson, Russell A. Mittermeier: Handbook of the Mammals of the World – Volume 5. Monotremes and Marsupials. Lynx Editions, 2015, ISBN 978-84-96553-99-6. Seite 138.
2. ↑  Marmosa xerophila in der Roten Liste gefährdeter Arten der IUCN 2016. Eingestellt von: Pérez-Hernandez, R., López Fuster, M. & Ventura, J., 2015. Abgerufen am 20. Februar 2019.